# Persone di nome Samir
| Questa pagina contiene informazioni ricavate automaticamente dalle voci biografiche con l'ausilio del template Bio e di un bot. L'aggiornamento è periodico e automatico e ricostruisce completamente la pagina. Se manca una persona in questa lista, sei pregato di non aggiungerla, ma accertati piuttosto che la sua voce biografica contenga il template Bio e che i dati anagrafici siano correttamente compilati. Se il template Bio manca, inseriscilo tu stesso o, in alternativa, metti l'avviso {{tmp\|Bio}} che ne segnala la mancanza. Se i dati riportati sono sbagliati, correggi direttamente la voce biografica; le modifiche saranno visibili in questa lista entro pochi giorni. Per chiarimenti vedi il progetto antroponimi. La lista contiene solo le 75 persone che sono citate nell'enciclopedia e per le quali è stato implementato correttamente il template Bio. Pagina aggiornata al 16 ott 2024. |

Questa è una lista di persone presenti nell'enciclopedia che hanno il prenome Samir, suddivise per attività principale.

## Allenatori di calcio(7)
- Samir Abbasov, allenatore di calcio e ex calciatore azero (Sumqayıt, n. 1978)
- Samir Əliyev, allenatore di calcio e ex calciatore azero (Kalinino, n. 1979)
- Samir Beloufa, allenatore di calcio e ex calciatore francese (Melun, n. 1979)
- Samir Boughanem, allenatore di calcio e ex calciatore marocchino (Cluses, n. 1975)
- Samir Handanovič, allenatore di calcio e ex calciatore sloveno (Lubiana, n. 1984)
- Samir Tabaković, allenatore di calcio e ex calciatore bosniaco (Višegrad, n. 1967)
- Samir Ələkbərov, allenatore di calcio e ex calciatore sovietico (Baku, n. 1968)

## Calciatori(38)
- Samir Aboud, ex calciatore libico (Tripoli, n. 1972)
- Samir Al Wahaj, calciatore libico (n. 1979)
- Samir Arab, calciatore maltese (n. 1994)
- Samir Ayass, ex calciatore libanese (Sofia, n. 1990)
- Samir Bekrić, ex calciatore bosniaco (Tuzla, n. 1984)
- Samir Bertin d'Avesnes, ex calciatore comoriano (Moroni, n. 1986)
- Samir Bousenine, ex calciatore andorrano (Andorra la Vella, n. 1991)
- Samir Carruthers, calciatore irlandese (Londra, n. 1993)
- Samir Chergui, calciatore francese (Arpajon, n. 1999)
- Samir Duro, ex calciatore bosniaco (Konjic, n. 1977)
- Samir El Moussaoui, calciatore olandese (L'Aia, n. 1986)
- Samir Fazlagić, ex calciatore norvegese (Čapljina, n. 1982)
- Samir Fazli, calciatore macedone (Skopje, n. 1991)
- Samir Hadji, calciatore francese (Creutzwald, n. 1989)
- Samir Kadhim Hassan, ex calciatore iracheno (n. 1969)
- Samir Kamouna, ex calciatore egiziano (Il Cairo, n. 1972)
- Samir Lagsir, calciatore olandese (n. 2003)
- Samir Memišević, calciatore bosniaco (Tuzla, n. 1993)
- Samir Merzić, ex calciatore bosniaco (Mostar, n. 1984)
- Samir Muratović, ex calciatore bosniaco (Zvornik, n. 1976)
- Samir Musayev, ex calciatore azero (n. 1979)
- Samir Məsimov, calciatore azero (Baku, n. 1995)
- Samir Nabi, calciatore inglese (Birmingham, n. 1996)
- Samir Subash Naik, ex calciatore e allenatore di calcio indiano (Mumbai, n. 1979)
- Samir Nasri, ex calciatore francese (Marsiglia, n. 1987)
- Samir Nurković, calciatore serbo (Tutin, n. 1992)
- Samir Radovac, calciatore bosniaco (Sarajevo, n. 1996)
- Samir Raja, calciatore giordano (n. 1994)
- Samir Ramizi, calciatore serbo (Skënderaj, n. 1991)
- Samir Sabry, ex calciatore e giocatore di calcio a 5 egiziano (n. 1976)
- Samir Caetano de Souza Santos, calciatore brasiliano (Rio de Janeiro, n. 1994)
- Samir Šarić, ex calciatore bosniaco (Blizanac, n. 1984)
- Samir Sellimi, ex calciatore tunisino (Kram, n. 1970)
- Samir Shaker, ex calciatore iracheno (Baghdad, n. 1958)
- Samir Toplak, ex calciatore e allenatore di calcio croato (Varaždin, n. 1970)
- Samir Xairov, ex calciatore azero (n. 1974)
- Samir Zaoui, ex calciatore algerino (Aïn Boucif, n. 1976)
- Samir Zulič, ex calciatore sloveno (Capodistria, n. 1966)

## Cantanti(1)
- Samir Cavadzadə, cantante azero (Baku, n. 1980)

## Cestisti(7)
- Samir Avdić, ex cestista bosniaco (Sarajevo, n. 1967)
- Samir Gbetkom, cestista camerunese (Douala, n. 1998)
- Samir Mahmoud Goudah, ex cestista egiziano (Dakahlia, n. 1972)
- Samir Lerić, ex cestista e allenatore di pallacanestro bosniaco (Mostar, n. 1973)
- Samir Mehnaoui, ex cestista algerino (Hussein Dey, n. 1964)
- Samir Mekdad, cestista francese (Montfermeil, n. 1986)
- Samir Selesković, ex cestista e allenatore di pallacanestro bosniaco (Sarajevo, n. 1970)

## Combinatisti nordici(1)
- Samir Mastiev, combinatista nordico russo (n. 1993)

## Culturisti(1)
- Samir Bannout, ex culturista libanese (Beirut, n. 1955)

## Dirigenti sportivi(1)
- Samir Ujkani, dirigente sportivo e ex calciatore kosovaro (Vučitrn, n. 1988)

## Economisti(1)
- Samir Amin, economista, politologo e attivista egiziano (Il Cairo, n. 1931 - Parigi, † 2018)

## Filosofi(1)
- Samir Okasha, filosofo e storico della scienza inglese

## Ginnasti(1)
- Samir Aït Saïd, ginnasta francese (Champigny-sur-Marne, n. 1989)

## Giocatori di beach soccer(1)
- Samir Belamri, giocatore di beach soccer francese (n. 1982)

## Giocatori di calcio a 5(5)
- Samir Alla, giocatore di calcio a 5 francese (Caen, n. 1985)
- Samir Belamri, ex giocatore di calcio a 5 algerino (n. 1959)
- Samir Həmzəyev, giocatore di calcio a 5 azero (n. 1989)
- Samir Makhoukhi, ex giocatore di calcio a 5 olandese (Arnhem, n. 1982)
- Samir Seif, giocatore di calcio a 5 egiziano (n. 1975)

## Insegnanti(1)
- Samir Kassir, docente, giornalista e attivista libanese (n. 1960 - Beirut, † 2005)

## Nuotatori(1)
- Samir Gharbo, nuotatore e pallanuotista egiziano (Suez, n. 1925 - Columbus, † 2018)

## Pallanuotisti(1)
- Samir Barać, ex pallanuotista croato (Fiume, n. 1973)

## Politici(2)
- Samir Geagea, politico e militare libanese (Beirut, n. 1952)
- Samir Rifa'i, politico giordano (Amman, n. 1966)

## Pugili(1)
- Samir Məmmədov, pugile azero (Baku, n. 1988)

## Rapper(1)
- L'Algérino, rapper e cantante francese (Marsiglia, n. 1981)

## Registi(1)
- Samir Guesmi, regista e attore francese (Parigi, n. 1967)

## Rivoluzionari(1)
- Ibn al-Khattab, rivoluzionario saudita ('Ar'ar, n. 1969 - Baku, † 2002)

## Scrittori(1)
- Samir Naqqash, scrittore, drammaturgo e traduttore iracheno (Baghdad, n. 1938 - Petah Tiqwa, † 2004)